# Retrospettive della Mostra internazionale d'arte cinematografica di Venezia
Elenco delle retrospettive della Mostra internazionale d'arte cinematografica di Venezia dal 1938 al 2012.

## Elenco
- 2012
  - «80!», una retrospettiva di dieci film (sette lungometraggi e tre corto/mediometraggi) classici considerati perduti presentati nel corso delle precedenti Mostre. I film sono stati selezionati in base a criteri di rarità, utilizzando e restaurando le copie delle Collezioni dell'Archivio Storico delle Arti Contemporanee della Biennale (ASAC).

- 2011
  - Orizzonti 1961-1978, è una retrospettiva dedicata al cinema italiano di ricerca anni '60-'70, con opere di autori quali Carmelo Bene, Mario Schifano, Alberto Grifi, Paolo Brunatto, Augusto Tretti.

- 2010
  - La situazione comica (1937-1988), è dedicata al cinema comico italiano, in particolare ai suoi protagonisti (e in particolare ai grandi dimenticati).

- 2009
  - Questi fantasmi 2: Cinema italiano ritrovato (1946-1975) curata da Sergio Toffetti.

- 2008
  - Questi fantasmi: Cinema italiano ritrovato (1946-1975) curata da Tatti Sanguineti e Sergio Toffetti

- 2007
  - Storia segreta del cinema italiano/4 - Il western all'italiana

- 2006
  - Storia segreta del cinema russo
  - Il cinema di Joaquim Pedro de Andrade

- 2005
  - Storia Segreta del Cinema asiatico
  - Storia segreta del cinema italiano/2

- 2004
  - Storia segreta del cinema italiano - "Italian Kings of the B's", a cura di Marco Giusti e Luca Rea

- 2003
  - L'industria dei prototipi, a cura di Stefano Della Casa

- 2002
  - Il cinema di Michelangelo Antonioni, a cura di "Cinecittà Holding"
  - 70 anni della Mostra: falce, martello e fascio (1932 - 1942), a cura di Hans-Joachim Schlegel

- 2001
  - Retrospettiva Guy Debord, a cura di Enrico Ghezzi e Roberto Turigliatto
  - Retrospettiva Andrzej Munk a cura di Malgorzata Furdal e Sergio Grmek Germani

- 2000
  - "La meticcia di fuoco": oltre il continente Balcani, 1-16 aprile (Venezia), 13-19 novembre (Roma) a cura di Sergio Grmek Germani
  - Omaggio a Clint Eastwood

- 1998
  - Il '68 e dintorni, rassegna itinerante svoltasi da ottobre a dicembre nelle seguenti città: Venezia, Pisa, Milano, Trento, Rovereto, Bolzano, Torino. A cura di Callisto Cosulich.

- 1997 - 1998
  - "Stanley Kubrick", rassegna itinerante svoltasi dall'ottobre 1997 al gennaio 1998 nelle seguenti città: Bologna, Firenze, Lecce, Milano, Catania, Parma, Trieste, Torino, Roma, Palermo e Venezia. A cura di Michel Ciment.

- 1997
  - Venezia 50 anni fa: la mostra del cinema del 1947, a cura di Callisto Cosulich

- 1996
  - "The Beat Goes On", 50 anni di controcultura, a cura di Franco La Polla
  - "Cinetesori della Biennale", 10 maggio - 26 giugno 1996, a cura di Gian Piero Brunetta

- 1995
  - "Il secolo che si vede", a cura di Giorgio Tinazzi

- 1994
  - "La Grande Parata": il cinema di King Vidor, a cura di Sergio Toffetti e Andrea Morini

- 1993
  - "Dies Irae": il cinema del 1943, a cura di Francesco Bolzoni e Guido Fink

- 1992
  - Venezia 1932: il cinema diventa arte, a cura di Giuseppe Ghigi

- 1991
  - "Prima dei codici 2": alle porte di Hays a cura di Patrizia Pistagnesi con Steven Ricci

- 1990
  - "Prima dei codici": il cinema sovietico prima del realismo socialista, 1929 - 1935 a cura di Giovanni Buttafava
  - Cinema americano, 1929 - 1934, a cura di Patrizia Pistagnesi con Steven Ricci

- 1989
  - Jean Cocteau: il primato del film, a cura di Edoardo Bruno

- 1988
  - Pier Paolo Pasolini, a cura del "Fondo Pier Paolo Pasolini" e di Laura Betti

- 1987
  - Joseph Mankiewicz, a cura di Franco La Polla

- 1986
  - Glauber Rocha, a cura di Lino Micciché

- 1985
  - Walt Disney, a cura di Enrico Ghezzi e Marco Giusti

- 1984
  - Luis Buñuel, a cura di Edoardo Bruno

- 1983
  - Omaggio a René Clair, a cura di Edoardo Bruno
  - Elio Petri, a cura di Ugo Pirro

- 1982
  - Hollywood anni Trenta: le Pratiche produttive e l'esibizionismo del privato, a cura di Lorenzo Pellizzari
  - Cinquant'anni di cinema a Venezia, cura di Adriano Aprà e Patrizia Pistagnesi

- 1981
  - Il cinema di Howard Hawks, 1926 - 1940, cura di Adriano Aprà e Patrizia Pistagnesi
  - Omaggio a Mario Camerini

- 1980
  - Il cinema di Kenji Mizoguchi, a cura di Adriano Aprà
  - Omaggio ad Alessandro Blasetti
  - Il primo film sonoro italiano
  - Il cinema ritrovato

- 1979
  - Marcel Pagnol, a cura di Pierre Baudry
  - Omaggio a Nicholas Ray
  - Omaggio a Emilio Ghione

- 1976
  - Cinema 1936, a cura di Francesco Savio
  - Ricordo di Luigi Chiarini
  - Lo studio di Béla Balázs
  - Personale di Manoel de Oliveira
  - Spagna 40 anni dopo
  - Vasilij Suksin

- 1975
  - David Wark Griffith ed il cinema muto americano

- 1974
  - Il periodo messicano di Luis Buñuel
  - Personale di Paul Vecchiali
  - Il telefilm, antologia breve del telefilm tedesco
  - Cinema, città, avanguardia, 1919 - 1930

- 1972
  - Tutto Charlie Chaplin, 1914 - 1966, a cura di Francesco Savio
  - Personale di Mae West
  - Documentario jugoslavo

- 1971
  - Il documentario belga
  - I primitivi francesi, 1895 - 1915, a cura di Henri Langlois
  - Max Reinhardt e il cinema tedesco

- 1970
  - Harry Langdon, a cura di Raymond Rohauer
  - Il documentario britannico dalle origini ad oggi
  - Cinema underground
  - Cinema africano e arabo, a cura di Orio Caldiron
  - La Resistenza e il cinema italiano, a cura di Nedo Ivaldi
  - Personale di Paul Haesaerts

- 1969
  - Cinema sovietico per ragazzi
  - Alfred Hitchcock, periodo inglese, a cura di Francesco Savio e Tino Ranieri
  - Il cinema e la Resistenza italiana
  - Tendenze del cinema italiano

- 1968
  - Jean Renoir, 1924 - 1939, a cura di Davide Turconi
  - I primitivi italiani, americani e francesi, a cura di Giacomo Gambetti
  - Omaggio ad Antonio Pietrangeli

- 1967
  - Cinema Western: le origini, a cura di Francesco Savio
  - Omaggio a Walt Disney
  - Carl Mayer, sceneggiatore

- 1966
  - America allo specchio: "The Roaring Twenties", a cura di Francesco Savio

- 1965
  - Il Cinema di Weimar, 1919 - 1932, a cura di Francesco Savio

- 1964
  - I film sull'arte
  - Omaggio a Louis Lumière
  - La scuola scandinava, 1907 - 1934, a cura di Francesco Savio

- 1963
  - L'età d'oro di Buster Keaton, 1921 - 1928, a cura di Francesco Savio
  - Esperienze nel cinema sovietico 1924 - 1939, a cura di Francesco Savio

- 1962
  - La nascita del film sonoro in USA, 1926 - 1933, a cura di Giulio Cesare Castello

- 1961
  - Cinema cecoslovacco, 1898 - 1961, a cura di Ernesto G. Laura
  - Mack Sennett, a cura di Davide Turconi

- 1960
  - Omaggio a Jean Renoir

- 1959
  - Cinema su Venezia, 1932 - 1939, a cura di Giulio Cesare Castello
  - Personale di Augusto Genina

- 1955
  - Cinema americano del periodo, 1918 - 1920

- 1954
  - Cinema tedesco

- 1953
  - Cinema muto francese, a cura di Henri Langlois

- 1952
  - Cinema italiano

- 1951
  - Omaggio a Louis Jouvet
  - Omaggio a Robert Flaherty
  - Registi italiani all'estero

- 1950
  - Personali di Marcel Carné, Greta Garbo e King Vidor

- 1948
  - Cinema primitivo in omaggio a Louis Lumière
  - Omaggio a Jacques Feyder
  - Opere di Eric von Stroheim
  - Cinema americano
  - L'opera di Joris Ivens
  - Ricordo di Georges Méliès

- 1947
  - Cinema tedesco, svedese, francese, russo, statunitense
  - Carl Theodor Dreyer
  - Personale di Pierre e Jacques Prévert
  - Personale di Jean Renoir
  - Personale di Grigorij Aleksandrov
  - Personale di Robert Siodmak

- 1938
  - Cinema francese, 1892 - 1933[1]